# Roeselia pedanta
Roeselia pedanta är en fjärilsart som beskrevs av Dyar 1912. Roeselia pedanta ingår i släktet Roeselia och familjen trågspinnare. Inga underarter finns listade.